# 新德罗森费尔德
新德罗森费尔德是德国巴伐利亚州的一个市镇。总面积50.23平方公里，总人口3917人，其中男性1942人，女性1975人（2011年12月31日），人口密度78人/平方公里。